# Кузнєцов Михайло Миколайович (веслувальник)
Кузнєцов Михайло Миколайович (4 червня 1952) — російський академічний веслувальник.
Олімпійський чемпіон 1976 року в складі розпашної четвірки зі стерновим.
Срібний призер Чемпіонату світу 1977 року в складі вісімки.